# بني دعقين (وضرة)

تعديل مصدري - تعديل

بني دعقين هي إحدى قرى عزلة دعقين والحناك بمديرية وضرة التابعة لمحافظة حجة، بلغ تعداد سكانها 38 نسمة حسب تعداد اليمن لعام 2004.